# رانی کلیر ادواردز
رانی کلیر ادواردز (انگلیسی: Ronnie Claire Edwards؛ ۹ فوریهٔ ۱۹۳۳ – ۱۴ ژوئن ۲۰۱۶) یک هنرپیشه اهل ایالات متحده آمریکا بود. وی بین سال‌های ۱۹۶۳ تا ۲۰۰۷ میلادی فعالیت می‌کرد.

## بخشی از فیلمشناسی
از فیلم‌ها یا برنامه‌های تلویزیونی که وی در آن نقش داشته‌است می‌توان به آثار زیر اشاره کرد.
- کمال (فیلم) (۱۹۸۵)
- هیچ‌کس احمق نیست (فیلم ۱۹۸۶) (۱۹۸۶)
- استخر مرده (۱۹۸۸)
- ۸ ثانیه (۱۹۹۴)
- خانواده والتون (مجموعه تلویزیونی) (۱۹۷۵–۱۹۸۱)
- دالاس (مجموعه تلویزیونی ۱۹۷۸) (۱۹۸۴)
- دودمان (مجموعه تلویزیونی ۱۹۸۱) (۱۹۸۵)
- تورکلسون‌ها (۱۹۹۳)
- پیشتازان فضا: نسل بعدی (۱۹۹۴)